# William Byrd II
Pour les articles homonymes, voir William Byrd et Byrd.
 (juin 2022).
Si vous disposez d'ouvrages ou d'articles de référence ou si vous connaissez des sites web de qualité traitant du thème abordé ici, merci de compléter l'article en donnant les références utiles à sa vérifiabilité et en les liant à la section « Notes et références ».
William Byrd II (28 mars 1674 – 26 août 1744) est un planteur et auteur de récits originaire du comté de Charles City, en Virginie. Il est considéré comme le fondateur de Richmond, Virginie.

## Biographie
William Byrd II est né à la plantation de Westover Plantation dans le comté de la ville de comté de Charles City, dans la colonie de Virginie, et a suivi ses études de droit à l'école Felsted en Angleterre. Il fut membre du Conseil du Roi pendant 37 ans. Il retourna dans la colonie à la suite de ses études en Angleterre, vécut dans un domaine majestueux sur sa plantation de Westover, et rassembla la bibliothèque la plus prestigieuse de la colonie de Virginie, avec un total de 4000 livres. Il fut le fondateur de Richmond et fournit la parcelle où la ville a été fondée en 1737. Son père, le colonel William Byrd Ier, partit d'Angleterre pour s'installer en Virginie.
William Byrd II fut membre de la Société Royale de Grande-Bretagne. Il fut l'auteur des manuscrits de Westover, publiés en 1841 sous trois titres différents :  The History of the Dividing Line (en), A Journey to the Land of Eden, et A Progress to the Mines, et le plus connu d'entre tous The secret diary of William Byrd of Westover , tous remarquables par leur style, leur esprit, leur sens aigu de l'observation. Ses écrits ont fait l'objet de rééditions.
Le fils de Byrd, William Byrd III, hérita de la propriété de sa famille mais choisit de prendre part à la Guerre de la Conquête plutôt que de passer son temps à Richmond. Après avoir gaspillé sa fortune, Byrd III dispersa la propriété de la famille et vendit des lots de 100 acres (0,40 km2) en 1768.
Le Byrd Park à Richmond a été baptisé ainsi en l'honneur de William Byrd II. Il est affilié à l'explorateur Richard Byrd, qui a donné son nom au terrain d'aviation Richard Evelyn Byrd Flying Field connu maintenant sous le nom de l'Aéroport international de Richmond, tout comme le Gouverneur de Virginie et les Sénateurs des États-Unis comme  Harry F. Byrd et le sénateur Harry F. Byrd, Jr..
William Byrd II mourut le 26 août 1744 et fut enterré à la plantation de Westover en Virginie, en Amérique Britannique.

## Sources
- (en) Cet article est partiellement ou en totalité issu de l’article de Wikipédia en anglais intitulé « William Byrd II » (voir la liste des auteurs).

## Œuvres
Le Westover Manuscripts datant de 1841, comprend: 
- The History of the Dividing Line
- A Journey to the Land of Eden
- A Progress to the Mines
- The Secret Diaries of William Byrd of Westover